# Star Wars: Knights of the Old Republic
Star Wars: Knights of the Old Republic (скорочено KOTOR або KotOR) — однокористувацька пригодницька рольова відеогра, розроблена компанією BioWare і видана LucasArts у 2003 році. Перша гра однойменної медіафраншизи та перша рольова відеогра за всесвітом космічних опер «Зоряні війни», вважається культовою класикою рольових відеоігор.
В основі сюжету Громадянська війна джедаїв, яка відбувалася в «далекій-далекій галактиці» за 4 000 років до подій, описаних в оригінальній трилогії Джорджа Лукаса. Галактична Республіка, ослаблена після війни з мандалорцями, зазнає нападу своїх колишніх полководців-джедаїв, які перейшли на «Темний бік» Сили — Ре́вана та Ма́лака. Головному герою, непримітному республіканцю, опинившись у вирі подій, доведеться дізнатися як Татуїн став пустелею, чому батьківщина вукі вкрита лісами, відкрити таємниці могутності темних джедаїв і власного минулого.
KOTOR була випущена для платформ Xbox і Microsoft Windows у 2003 році, пізніше на Mac OS. Попри свій вік, впродовж 2010-2020-х років її було адаптовано до iOS, Android і Nintendo Switch. Гра отримала міжнародне визнання критиків, які хвалили персонажів, сюжет й акторську гру. Вона була номінована на численні нагороди та часто згадується як «одна з найкращих коли-небудь створених відеоігор». У 2004 році відбувся реліз другої частини, The Sith Lords, розробленої компанією Obsidian. Серія продовжилася з випуском MMORPG Star Wars: The Old Republic у 2011 році. У вересні 2021 року було оголошено, що компанія Aspyr розробляє ремейк, хоча пізніше, у серпні 2022 року, видавець замінив розробника на Saber Interactive.

## Ігровий процес

### Рольова система
Star Wars: Knights of the Old Republic є рольовою відеогрою (RPG) з сюжетом космічного вестерну, в якій гравець керує аватаром (персонажем гравця) від третьої особи й відігрує роль цього персонажа, створюючи сюжет. Персонаж гравця є не лише протагоністом історії, а й засобом пізнання ігрового світу через взаємодію з неігровими персонажами (NPC). Як і в більшості RPG, гравцю надається можливість назвати свого персонажа, обрати стать, зовнішній вигляд й один з трьох «класів» (soldier, scout або scoundrel), а пізніше, у процесі гри — один з «престиж-класів» (Jedi Guardian, Jedi Sentinel чи Jedi Consular). Кожен «клас» має свої сильні й слабкі сторони, що в купі з «характеристиками» (фізичною силою, спритністю, інтелектом тощо), а також «древом навичок» дозволяє гравцю підходити до бою чи вирішенню різних завдань так, як це відповідає його індивідуальному стилю.

Ігровий інтерфейс під час бою. Гравець має в партії трьох персонажів, кожному з яких віддає завдання. У разі відсутності завдань від гравця, два інші персонажі продовжать бій. У прикладі показано бій без пауз, як в ARPG

Бойова система має «активну паузу», що також зветься системою «став на паузу та грай» (англ. pause-and-play combat). Тобто, на відміну від рольових бойовиків (Action RPG) у KOTOR бій можна в будь-який момент поставити на паузу й віддати послідовні команди на виконання різних дій (вдарити мечем, вистрілити з бластера тощо). Бій поділений на кроки з умовною паузою. У кожному кроці персонажі можуть виконати обмежену кількість дій, заданих гравцем або, якщо гравець цього не зробив — заданих системою. Кожен учасник бою має свою чергу дій. У налаштуваннях гри можна обрати плавність боїв: щоб кроки були розділені паузами, або бій «в реальному часі» (подібно ARPG).
Бойова система є одним з основних елементів гри. Це відзначали як представники LucasArts, зокрема продюсер Майк Ґалло, так і геймдизайнер BioWare, Джеймс Олен. Попри присутність покрокової тактики, сам бій зроблено кінематографічно, аби наблизити його до фільму. Розробники, всупереч традиційним RPG з активною паузою, прибрали довгі розрахунки стратегії, великі загони персонажів і «вид зверху», а також пришвидшили процес бою, додавши в нього епічні сцени зіткнень світлових мечів.

### Квести та мініігри
Гра має основний сюжетний квест, що полягає в пошуку зброї галактичних масштабів, побудованої стародавньою расою. Крім того, у грі присутні й другорядні квести меншого чи більшого масштабу (десь це допомога танцівниці потрапити в гурт, а десь — повстання рабів на планеті). Більшість другорядних персонажів (сопартійців) також мають особисті квести, які створюють арки цих персонажів[джерело?]. Квести об'єднують три основні складові ігрового процесу — розгадування головоломок, покрокові бої та взаємодію персонажів.
Напрямки квестів та відносини між персонажами розвиваються на підставі того, що гравець вирішує сказати, чи залежно від того, що він робить, які планети відвідує. Завдяки «системі моралі» в грі, дії персонажа впливають на схильність до певного боку Сили (метафізичної енергії у всесвіті «Зоряних війн», аналог магії в жанрі фентезі). До прикладу, безглузда різанина або злі, корисливі дії можуть направити персонажа на шлях до «Темного боку» Сили. Моральний чи аморальний вибір не просто змінює кінцівку гри, він також змінює манеру того, як на головного героя реагують персонажі-сопартійці, а також зовнішній вигляд самого персонажа. Щодо цього один з авторів гри, співзасновник BioWare, Рей Музи́ка казав:
Я думаю, що більшість із них [гравців] спочатку грали на «Світлому боці», а під час другого проходження, багато з них пробували «Темний бік». Це було так, ніби ви хотіли бути Люком Скайвокером вперше, а потім Дартом Вейдером вдруге. Деякі люди робили щось середнє, [але] як тільки ви починаєте грати за «Темний бік», це стає дуже спокусливо. Я виявив, що це схоже на метагру, щоб отримати всі бали «Темного боку». Ніби ти хочеш бути настільки «темним», наскільки це взагалі можливо, і побачити, як це відобразиться на обличчі персонажа. А під кінець гри воно стає сірим, вкрите венами й таке інше. Ми жартували між собою, що це майже як отримати дві ігри в одній коробці.
оригінальний текст (англійська)
I think most of them played as the light side first. and then the second pass, a lot of them tried the dark side. It was like you wanted to be Luke Skywalker the first time, then Darth Vader the second time. Some people did a mixture, [but] once you start the dark side, it's just so tempting. I found it was like a metagame in iteslf just to get all the dark-side points I could. It was like, you wanted to be as dark as you could be and see what all the effects would be on your face. And by the end of the game, it was all gray and full of veins and stuff. We joked internally it's almost like getting two games in one box.

— Рей Музика, 
На додаток до рольової гри з діалогами та боями, є кілька внутрішніх мініігор, які трапляються протягом сюжету. Гравець може брати участь у перегонах на «свуп-байках» (як Енакін Скайвокер в «Епізоді I»), а іноді міжпланетну подорож переривають ворожі винищувачі, від яких гравець захищає свій космічний корабель (як Хан Соло та Люк Скайвокер в «Епізоді IV»)[джерело?]. Однак, особливу увагу розробники приділили внутрішньоігровій картковій грі, заснованій на блекджеку, під назвою Pazaak, придуманій Дрю Карпишиним.

### Сопартійці та неігрові персонажі
Головним антагоністом історії й, відповідно, головним «босом» є Дарт Малак — темний джедай, що полює на головного героя протягом усієї гри. Характерною рисою цього персонажа є металевий протез на місці нижньої щелепи. Його дизайн критикував концепт-арт-директор, Джона Ґаллагера, але персонажа все ж залишили. Ще одним «босом», меншим з точки зору сюжету, але візуально характерним є мисливець за головами Кало Норд. Зі слів Ґаллагера, він «був створений для того, аби ефектно з'являтися та поводитися як крутий засранець».
У KOTOR, як і в більшості рольових ігор BioWare, за персонажем (головним героєм), куди б він (або вона) не пішов, зазвичай слідують кілька другорядних персонажів (сопартійців або компаньйонів), вони б'ються пліч-о-пліч з гравцем у бою і час від часу зав'язують розмови. Гравець не може взяти собі в команду одночасно більше двох сопартійців, але може їх змінювати впродовж гри (незалучені сопартійці залишаються). Партійна система дозволяє гравцю використовувати кожного сопартійця як і головного героя (битися в бою, змінювати екіпірування, удосконалювати «характеристики»). На початку гри гравцю надається один тимчасовий сопартієць, що пояснює техніку управління. Пізніше гравець збирає команду, мандруючи різними планетами й обираючи різні варіанти взаємодії з різними персонажами (інфантильним підлітком і дроїдом-вбивцею; двома ветеранами, що воювали по різні боки барикад тощо). Від взаємодії між гравцем і персонажами залежить те, чи потраплять вони в команду, чи ні, а також залежать розвиток романтичної лінії сюжету.
Список сопартійців і акторів, що їх озвучили в оригінальній (англомовній) версії
| Персонаж                                      | Актор озвучення       | Опис | Додатковий квест | Романтична лінія                                   |
| --------------------------------------------- | --------------------- | --- | ---------------- | -------------------------------------------------- |
| Траск Ульґо (англ. Trask Ulgo)                | невідомо              | Республіканський солдат на кораблі Endar Spire. (Тимчасовий сопартієць, призначений для пояснення гравцю механіки гри)             | Ні               | Ні                                                 |
| Карт Онасі (англ. Carth Onasi)                | Рафаель Сбардж        | Республіканський пілот, офіцер. Служив під керівництвом адмірала Саула Карата, який був його наставником, але зрадив Республіку.   | Так              | При грі за жіночого персонажа «Світлого боку»      |
| Мішн Вао (англ. Mission Vao)                  | Кетрін Табер          | 14-річна дівчинка-тві'лек. Сирота, покинута на планеті Таріс. Любить блукати нижніми рівнями планети, де має проблеми з бандитами. | Так              | Ні                                                 |
| Заалбар (англ. Zaalbar)                       | репліки відсутні      | Вукі, вигнанець з рідної планети Кашиїка. Клянеться головному герою в довічному боргу за порятунок від работорговців.              | Так              | Ні                                                 |
| Ба́стіла Шан (англ. Bastila Shan)              | Дженніфер Гейл        | Джедай-вартовий, ключова фігура війни, оскільки володіє рідкісною джедайською технікою — «бойовою медитацією».                     | Так              | При грі за чоловічого персонажа обидвох боків Сили |
| T3-M4                                         | репліки відсутні      | Дроїд-астромеханік, куплений на планеті Таріс.                                                                                     | Ні               | Ні                                                 |
| Ка́ндерус О́рдо (англ. Canderous Ordo)          | Джон Сіґан            | Мандалорець з клану Ордо, ветеран війни, що став найманцем. Допомагає головному герою викрасти корабель свого роботодавця.         | Так              | Ні                                                 |
| Джуха́ні (англ. Juhani)                        | Кортні Тейлор         | Джедай-лицар, жіноча представниця котоподібної раси. Вважаючи себе вбивцею, перейшла на «Темний бік» Сили.                         | Так              | При грі за жіночого персонажа «Світлого боку»      |
| HK-47                                         | Крістоффер Таборі     | Дроїд-убивця, якого продають на Татуїні під виглядом протокольного дроїда для ведення перемовин з піщаними людьми.                 | Так              | Ні                                                 |
| Джо́лі Бі́ндо (англ. Jolee Bindo)               | Кевін Майкл Річардсон | Старий джедай-консул, що живе в самовільному вигнанні на планеті Кашиїк, не приймаючи ні «Світлого», ні «Темного» боків Сили.      | Так              | Ні                                                 |
| Сопартійці в неофіційних модифікаціях гри     |                       | |                  |                                                    |
| Ютура Бан (англ. Yuthura Ban)                 | Тамара Філіпс         | Темна джедай-тві'лек, учениця керівника академії ситхів на Коррібані. (Модифікація The Redemtion of Yuthura Ban)                   | Ні               | Ні                                                 |
| Чемпіон клану Фарр (англ. Clan Farr Champion) | невідомо              | Мандалорець з клану Фарр, що застряг на планеті Раката-Прайм. (Модифікація Lehon Mandalorian Expansion)                            | Ні               | Ні                                                 |

## Сюжет

### Передмова
Дія гри відбувається в далекій-далекій галактиці «Зоряних війн» приблизно за 4 тисячі років до знищення «Зірки смерті» (фільм «Епізод IV. Нова надія»). Згідно з легендами цього всесвіту, Орден джедаїв (адепти «Світлого боку» Сили) тисячами років ворогували із ситхами (адептами «Темного боку» Сили). Джедай Екзар Кун (англ. Exar Kun), піддавшись «Темному боку», розв'язав Велику війну ситхів (англ. Great Sith War). Відмінністю цієї війни від багатьох інших стала участь на боці ситхів войовничого народу мандалорців, але врешті Республіка перемогла у війні.
Після поразки мандалорці вважали себе знеславленими та провели ряд реформ поки Республіка переживала внутрішню кризу. Скориставшись моментом, мандалорці здійснили наступ, розпочавши так звані Мандалорські війни (англ. Mandalorian Wars). Республіканський флот виявився не готовим, знову і знову зазнаючи поразок. Тим часом Орден джедаїв відмовився вступати у війну, пам'ятаючи зраду Екзара Куна. Однак, не всі члени ордену поділяли думку Ради. Частина з них вирішила допомогти Республіці, за що цих відступників прозвали «реваншистами» (англ. Revanchists) за ім'ям очільника — Ревана. Серед реваншистів був і друг Ревана, Малак. Після кількох років систематичних поразок Реван очолив оборону Республіки, а Малак став генералом. Адаптувавшись до нещадної тактики спаленої землі супротивників, Реван почав вести флот від перемоги до перемоги, відтісняючи мандалорців до Зовнішнього кільця галактики. Попри воєнні успіхи республіканців під керівництвом молодих джедаїв, війська зазнавали шалених втрат, а ненависть до ворога зростала. Після переможної битви на орбіті планети Малакор V Реван і Малак із флотом продовжили свій шлях у Невідомі регіони (англ. The Unknown Regions) під приводом переслідування залишків мандалорців і зникли.
Через рік Реван повернувся, але не як герой Республіки, а як «Темний лорд ситхів» під ім'ям «Дарт Реван» і розпочав так звану Громадянську війну джедаїв (англ. Jedi Civil War). Знаючи Республіканський флот із середини, його війська миттєво досягали воєнного успіху. Основною причиною перемог була наявність величезного флоту, більша частина якого була незнайома галактиці. Віроломний удар Ревана призвів до загального розчарування республіканців, особливо в джедаях. Багато колишніх солдатів і офіцерів стали переходити на бік ситхів, зокрема й видатний адмірал Саул Карат (англ. Saul Karath).
Республіка, ослаблена попередніми війнами, програвала битви одна за одною, але на цей раз Орден джедаїв вирішив втрутитися. Критичне положення вдалося дещо поліпшити завдяки молодій джедайці, Ба́стілі Шан, яка володіла рідкісною технікою «бойової медитації», надихаючи власні війська і знижуючи бойовий дух супротивника. Бастіла разом із групою джедаїв, заманили Ревана в бій, після чого, взявши на флагман на абордаж, перемогли Темного лорда. І хоч божевільний план, виявився вдалим, ситхи продовжили війну вже під керівництвом нового лорда, Дарта Малака, учня Ревана.

### Зав'язка
Головний герой, простий солдат Республіканського флоту, просинається на борту корабля Endar Spire на орбіті планети Таріс, який атакують війська Дарта Малака. У каюту забігає солдат Траск Ульґо, повідомляючи, що корабель взяли на абордаж і потрібно віднайти джедайку Бастілу Шан. Пробиваючись до містка корабля, герой і Траск стикаються з темним джедаєм. Траск жертвує собою, аби затримати ворога, поки герой прямує до рятувальних капсул. Знайти правильний шлях допомагає пілот Карт Онасі, який каже, що вони лише вдвох залишились живі серед усієї команди, а Бастіла вже евакуювалась. Діставшись рятувальних капсул герой і Карт покидають корабель.
При падінні на поверхню Таріса Карт відносить непритомного героя в найближче покинуте житло серед нелегалів-іншопланетян. Таріс — планета-екуменополіс, окупована ситхами і їм пощастило, що рятувальна капсула впала на верхніх рівнях. Карт пропонує оглянутись і пошукати Бастілу. Розпитавши місцевих жителів, герой дізнається, що більшість рятувальних капсул потрапили на нижні рівні міста, керовані бандами. Крім того, герой дізнається про життя цієї планети, може взяти участь у бойовому турнірі, зіграти в pazaak, стати мисливцем за головами. Неофіційним керівником Тарісу є кримінальний бос, на ім'я Девік Канґ (англ. Davik Kang), член галактичної злочинної організації. Карт і герой дізнаються, що одна з банд захопила Бастілу й, вважаючи її республіканським офіцером, виставили, як приз, у перегонах на свуп-байках. Отож, їм доводиться перемогти у цих перегонах, але спершу пройти через Підмісто (англ. Undercity), територію в самому низу мегаполіса, куди не доходять промені світла й де вирує ракгульська чума (англ. rakghoul plague), перетворюючи людей на чудовиськ, а також обійти велетенського ранкора. У цих пригодах парі допомагає дівчина-тві'лек Мішн Вао та її друг, вукі Заалбар.
Після приєднання до команди Ба́стіли Шан стає зрозуміло, що треба покидати планету. Пошуки Бастіли ситхами за наказом Дарта Малака нічого не дали, тож він наказує знищити усе живе на планеті адміралу Саулу Карату, аби таким чином вбити джедайку. Героя зустрічає найманець Девіка, Ка́ндерус О́рдо. Він охоче покинув би планету, але потребує допомоги. За словами Кандеруса, єдиний корабель, здатний прошмигнути через блокаду ситхів — зореліт Ebon Hawk самого Девіка. Однак, для того, аби встигнути увімкнути гіпердвигун треба дістати коди безпеки на місцевій базі ситхів. Для того, аби зайти туди герой купує в місцевому магазині дроїда T3-M4. Вкравши спочатку коди доступу в ситхів і діставшись корабля Девіка, команда втікає за кілька хвилин до масових бомбардувань.

### Розвиток дії
Утікачі знаходять притулок в анклаві джедаїв на планеті Дантуїн. Дорогою туди герою сняться видіння, тож Бастіла зауважує, що він має великі здібності до Сили й пропонує майстрам-джедаям зробити з героя «падавана» (учня-джедая) попри великий вік. Він швидко вчиться, проходить низку випробувань. Одне з них — відвідини гаю, де на героя нападає Джуха́ні. Вона була падаваном, але зійшла зі «Світлого боку» через свій запальний характер, тож в героя є можливість або її вбити, або спробувати повернути на «Світлий бік». Пройшовши всі випробування, відвідавши печеру кристалів, з яких роблять світлові мечі, а також вирішивши місцеві проблеми простих жителів Дантуїну, герой натикається на давній храм. У ньому герой з Бастілою знаходять дроїда, який стверджує, що його побудували понад 20 тисяч років тому разом з храмом таємничі Будівельники (англ. Builders) на честь свого найвеличнішого творіння, «Зоряної кузні» (англ. Star Forge). У храмі герой знаходить «Зоряну мапу», але самої «Кузні» на ній нема, лише координати інших планет. Порадившись із майстрами-джедаями й розказавши їм про видіння, в якому молоді Реван і Малак заходять у той же храм, Рада ордену відправляє героя разом з командою із завданням знайти ще 4 фрагменти мапи.

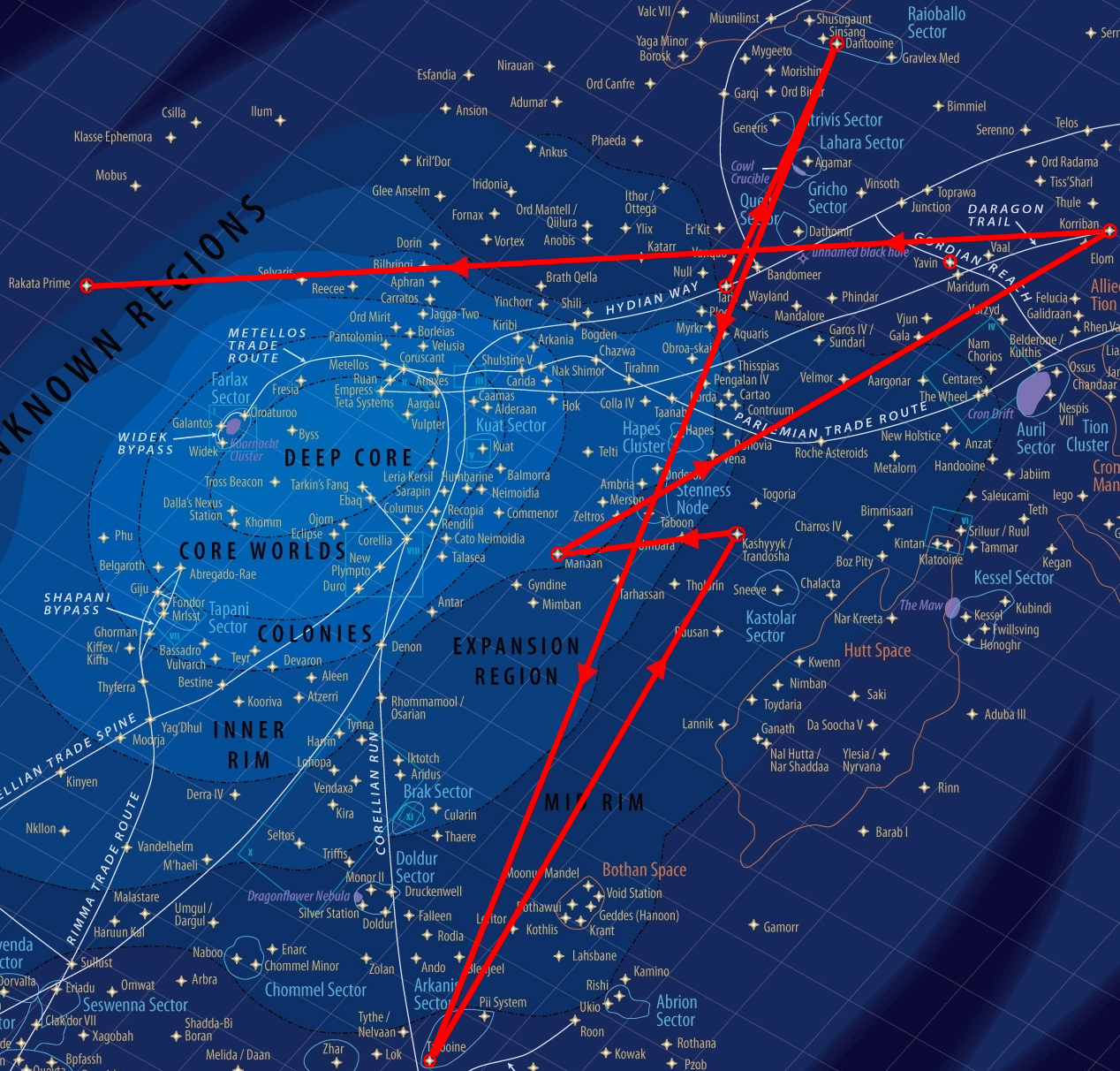
Подорожі головного героя з командою на фанатській мапі «далекої-далекої галактики»

Шукаючи «Зоряні мапи», герой відвідує вкритий океаном Манаан, планету-пустелю Татуїн, рідну планету вукі Кашиїк, а також батьківщину ситхів — зловісний Коррібан. У подорожах він зустрічає дроїда HK-47 і «сірого» джедая Джолі Біндо. На кожній з планет доводиться шукати «Зоряну мапу», беручи участь у місцевому житті й вирішуючи долю цих планет: десь це питання работоргівлі, організованої збройною корпорацією «Цзерка» (англ. Czerka), десь спроба вгамувати конфлікт з аборигенами, а десь стати кілером стародавньої таємної організації «ҐеноГарадан» (англ. GenoHaradan).
Після виявлення трьох частин «Зоряної мати», команду перехоплює адмірал Саула Карат і перевозить на борт свого крейсера Leviathan. Поки герой, Бастіла та Карт перебувають на допиті один з членів команди організовує втечу. У розмові з Дартом Малаком герой дізнається, що джедайський анклав на Дантуїні знищено. Ба більше, завдання пошуку «Зоряної кузні» — це всього лиш хитрий план майстрів-джедаїв, які задурили голову героя. Бастіла, жертвуючи собою, дає героєві з командою шанс утекти, вбивши адмірала Карата.
Єдиним шансом врятувати Бастілу є віднайдення «Зоряної кузні», тож команда вирішує продовжити шлях і, знайшовши останній фрагмент мапи, вирушають у Невідомі Регіони, передавши координати республіканському флоту. На підльоті до «Кузні», величезної космічної станції, яка живиться від зірки, заводу з виробництва космічних кораблів і дроїдів, зореліт героя, терпить аварію на планеті Раката-Прайм.

### Варіанти завершення сюжету
На планеті герой стикається з аборигенною расою раката (англ. rakata). Колись саме вони були високорозвиненою расою Будівельників, першими освоївши гіперпросторові перельоти й заснувавши Нескінченну Імперію (англ. Infinite Empire). Ведені «Темним боком», жорстокі раката вважали себе господарями галактики й використали Силу для своїх технологій, але з часом втратили з нею зв'язок і деградували як вид. По всій галактиці залишки раката були вбиті колишніми рабами, а їхні технології забуті. Однак, на планеті залишилася невелика група старійшин, які конфліктують з дикунами раката. Саме вони розповідають герою як потрапити на «Кузню», яку кілька років тому використали Реван і Малак для будівництва своєї армади. Тим часом на планету прилітає Бастіла, яка під впливом тортур Малака перейшла на «Темний бік», тож герой постає перед вибором: «стати ситхом і заволодіти суперзброєю або продовжити боротьбу проти Малака; вбити Бастілу, повернути її на „Світлий бік“ чи разом правити галактикою?» Кожен з цих варіантів впливає не лише на героя, а й на його супутників, деякі з яких не можуть прийняти «Темний бік», як то республіканець Карт Онасі, сірий джедай Джолі Біндо чи Мішн Вао, а деякі з них, навпаки, схильні до «Темного боку», як мандалорець Кандерус та дроїд-убивця HK-47.
Ставши на «Світлий бік», герой убиває Малака, Бастіла допомагає прибулому республіканському флоту «бойовою медитацією», а «Зоряна кузня» притягується гравітацією зірки, від якої живилася. Головного героя разом з товаришами прославляють як рятівників Республіки. Ставши на «Темний бік», він убиває Малака та захоплює станцію, аби продовжити війну проти Республіки. Більшість команди гине в бою з армадою ситхів. Бастіла згодом проголошує повернення Темного лорда.

### «Канонічність» сюжету
Оскільки гравець може налаштувати свого головного персонажа, обравши жіночу чи чоловічу стать, зовнішній вигляд, а в процесі гри обрати «Світлий» чи «Темний» боки Сили, тож сюжет може мати різний розвиток. Це загалом впливає на історію кожного персонажа гри й було предметом фанатських дебатів. Деякі пояснення до сюжету дали ігри Star Wars: KotOR II — The Sith Lords і SWTOR, а також серія романів, особливо Star Wars: The Old Republic: Revan, написаний головним сценаристом KOTOR, Дрю Карпишиним. Зрештою розробники сценарію підтвердили, що Реван чоловічої статі й повернувся на «Світлий бік», а подальші твори розповіли про його шлюб з Бастілою Шан і наявність у них дітей.
Дія гри відбувається задовго до подій у фільмах Джорджа Лукаса, хоча саму Стару Республіку згадує герой Алека Гіннесса, Обі-Ван Кенобі, у першому фільмі. Усі події та персонажі, які з'являлись у похідних від фільмів продуктах (романах, коміксах, відеоіграх, телефільмах) завжди були другорядними в порівнянні з оригінальною кінотрилогією й в часи керівництва Лукасом компанією Lucasfilm входили в так званий «Розширений всесвіт „Зоряних війн“» з ліцензуванням власника авторських прав на франшизу. Тому з'явилося поняття «канону» (тобто, тих історій, які показані чи згадані у фільмах), хоча чітких визначень воно не мало, викликаючи фанатські суперечки. Після продажу Lucasfilm корпорації Disney у 2012 році ставлення до «канону» змінилось, оскільки Джордж Лукас вже не знімав нові фільми. У 2014 році Disney оголосила більшість сюжетів розроблених до цього моменту, включаючи сюжет KOTOR, «неканонічними» та віднесла їх до так званих «легенд» мотивувавши це створенням нової «трилогії сиквелів» (епізоди 7-9), яка суперечили багатьом опублікованим до того ліцензійним творам. Це рішення Disney викликало обурення фанатів як KOTOR, так і «Зоряних війн» у цілому. Однак, у 2022 році в «новоканонічному» романі Shadow of the Sith Адама Крістофера згадується Реван. Оскільки образ цього персонажа є одним з найпопулярніших серед «старої епохи» на рівні з Дартом Бейном, почалися жваві обговорення майбутнього сюжету KOTOR. Існують припущення про повернення як Ревана, так і, можливо, інших частин сюжету KOTOR у «канон» подібно поверненню гранд-адмірала Трауна, позитивно сприйнятому фанатами. Однак, невідомо що саме може змінитися в історії «Старої Республіки», якщо Disney її включать у «новий канон».

## Розробка
Вихід на екрани кінотеатрів у 1977—1983 роках фільмів оригінальної трилогії «Зоряних війн» створив одну з наймасштабніших фантастичних медіафраншиз в історії, а подальші випуски коміксів, ігрових і анімаційних телефільмів, романів, сувенірів, настільних і комп'ютерних ігор перетворили «Зоряні війни» на важливу частину масової культури. Однак, наприкінці XX століття увага до франшизи почала спадати й з метою запобігти цьому Джордж Лукас і його компанія Lucasfilm задумали зняти ще одну трилогію фільмів, названу «трилогією приквелів».

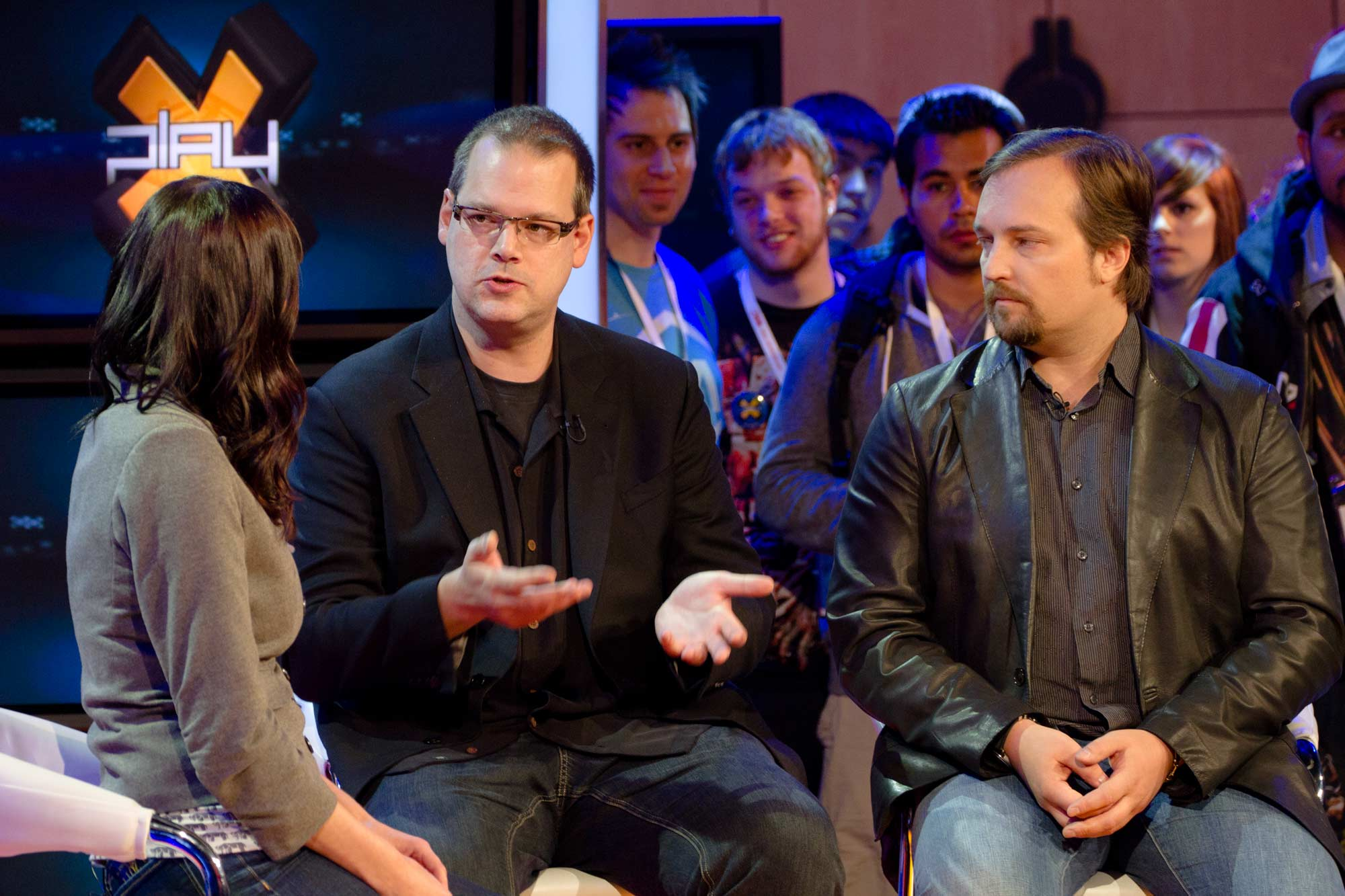
Засновники BioWare, Рей Музика та Грег Зещук

Водночас, наприкінці 1990-х років канадська компанія BioWare, заснована Реєм Музи́кою, Грегом Зещуком і Августіном Іпом, випустила фентезійну рольову гру Baldur's Gate, засновану на культовій настільній грі Dungeons & Dragons. Вона отримала схвальні відгуки критиків і стала найпродаванішою грою для ПК у 1998 році. Популярність Baldur's Gate була настільки великою, що деякі співробітники LucasArts (дочірньої компанії Lucasfilm з виробництва ігор) були фанатами й ідея рольової гри (RPG) за «Зоряними війнами» стала однією головних. Як згадував тодішній директор LucasArts, Саймон Джеффері, на межі 1999—2000 років він прилетів у Канаду й запропонував створити гру Музиці й Зещуку, концепт якої було презентовано Джорджу Лукасу й раді директорів. У цей час Lucasfilm знімали «Атаку клонів» і потребували реклами, а BioWare мали проблеми з оплатою своїх попередніх проєктів, як Neverwinter Nights, тож шукали надійного нового замовника. Джон Ґаллагер, концепт-арт-директор KOTOR, згадував:
Рей і Грег провели нас усіх — основну команду — до зали засідань. Нас було близько тридцяти в кімнаті. І вони сказали: «Добре, хлопці. У нас на столі дві пропозиції, і ось вони». Вони сказали: «Одна від Sony», не повідомляючи жодних подробиць. Просто: «Це від Sony, і це RPG». Це було невиразно. Потім: «А інша — „Зоряні війни“». І, ніби, все повітря вийшло з кімнати. І ми такі: «Ти в біса жартуєш? Чортові „Зоряні війни“? Ви зараз серйозно?»
оригінальний текст (англійська)
Ray and Greg took us all — the core team — into the boardroom. There werw about thirty of us in the room. And they said, 'Okay, guys. We have two offers on the table, and here they are.' They said, 'One's from Sony,' without really giving any details. Just: 'It's from Sony, and it's an RPG.' It was vague. Then, 'And the other one's Star Wars.' And all the air left the room. We're just like, ' Are you fucking kidding? Fucking Star Wars? Are you serious right now?'.

— Джон Ґаллагер, 

### Наратив

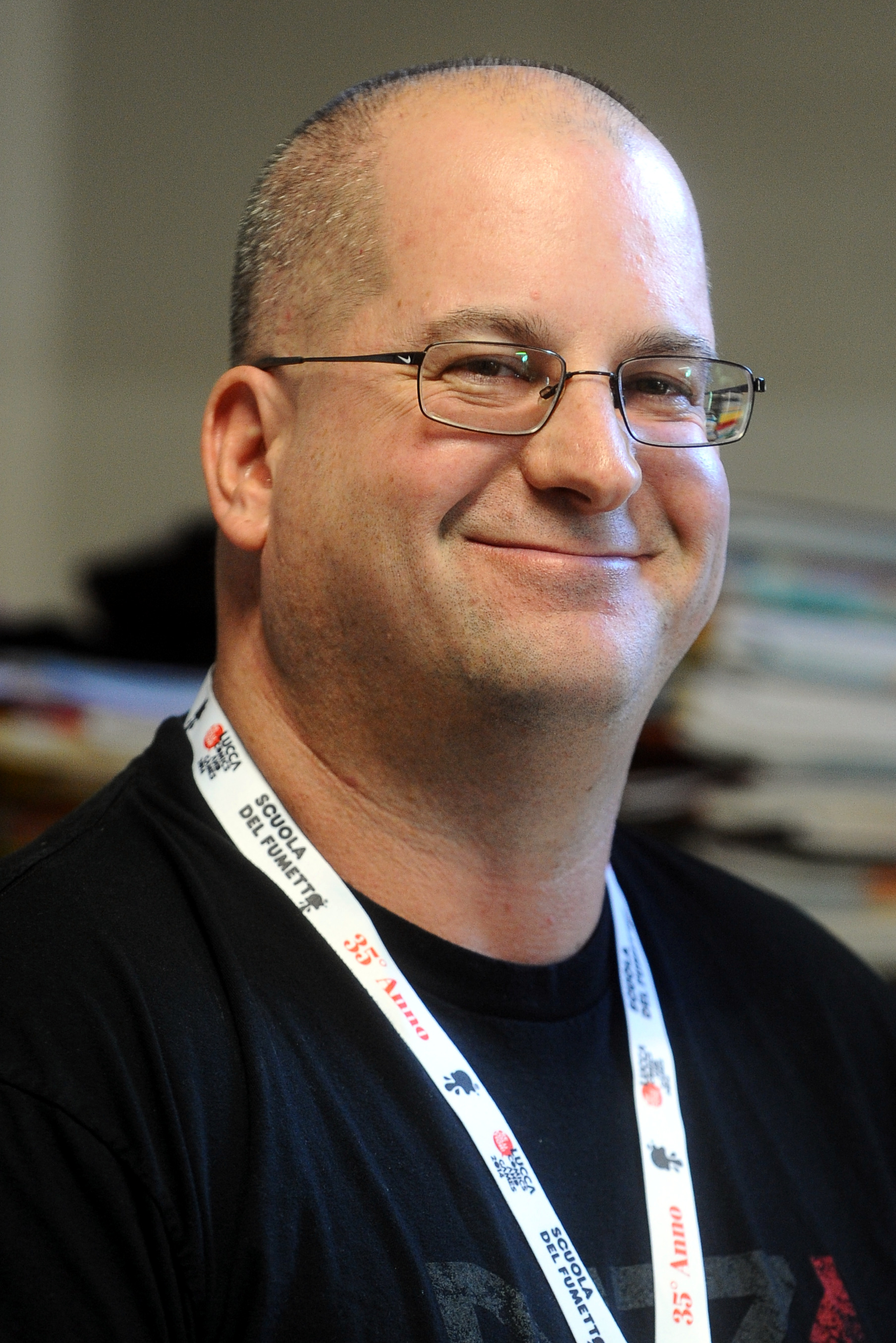
Сценарист Дрю Карпишин

Враховуючи усі приквели, сиквели й спінофи, включно з «Трилогією Трауна» Тімоті Зана, сюжет «далекої-далекої галактики» обмежувався здебільшого кількома десятиліттями й пригодами одних і тих самих персонажів: Люка Скайвокера, принцеси Леї, Хана Соло, Чубакки, або пов'язаними з ними персонажами як Боба Фетт, Йода чи Обі-Ван Кенобі. Шанувальники «Зоряних війн» жадали подробиць про те, що відбувалося «до», «після» і навіть «між» подіями фільмів.
Одним з найочевидніших сюжетів, які планувався для майбутньої RPG була адаптація «Атаки клонів», яка тільки но знімалася. Частина представників LucasArts вважали це актуальним сюжетом і легшим для продажу. Колишня віцепрезидент компанії, Мері Бір, переймалась, що фанати захочуть грати за Хана Соло чи побачити Дарта Вейдера. Дизайнер Джеймс Олен, вважав, що робити гру за фільмом було поганою ідеєю. За його словами: «…історії, які ми любимо розповідати в BioWare, епічні за масштабом, у них гравець — герой, який перемагає велике зло, таке зло, яке загрожує Землі, або Всесвіту, або галактиці. А якби була прив'язка до „Атаки клонів“, гравці не були б героями галактики. Героями були б Енакін Скайвокер та Обі-Ван Кенобі». Так чи інакше, саме LucasArts запропонували перенести сюжет гри на 4 тисячі років раніше за сюжет фільмів, надихнувшись серією коміксів Star Wars: Tales of the Jedi, що видавалась у період 1993—1998 років і оповідала про Екзара Куна, Уліка Кель-Дрому та інших. Вплив коміксів відображено не лише у відсилках (згадки про Куна та Кель-Дрому), а й у перших робочих назвах гри: Age of the Sith або Tales of the Jedi. За словами колишнього директора LucasArts, ідея про перенесення сюжету в «епоху Старої Республіки» належить продюсеру Гейдену Блекмену. Ідея Блекмена надала BioWare свободу в створенні нового куточку історії всесвіту, не конфліктуючи з іншими творами. Головний сценарист Дрю Карпишин відзначав, що у вибраного сетингу було два позитивні аспекти: наявність цілих армій джедаїв і ситхів, на відміну від фільмів, де ці фракції представлені кількома персонажами, а також можливість написати історію з чистого аркуша.
Попри очікувану свободу дій, BioWare тісно співпрацювала з LucasArts протягом усієї розробки сюжету та дизайну, аби впевнитися, що результат не буде суперечити «канону» вигаданого всесвіту.
Ґалло сказав, що BioWare та LucasArts прагнули створити гру приблизно на шістдесяти годин чистого геймплею: «повне проходження Baldur's Gate займало приблизно 100 годин або більше. Baldur's Gate ІІ — 200 годин. Ми [з Knights of the Old Republic] націлені на дещо менший об'єм. Проте у нас так багато нових локацій світів, космічних кораблів та багато чого ще для дослідження, тож у нас все ще є маса ігрового процесу»[первинне джерело].

### Ігровий процес і технології
Гра, схожа на попередні розробки BioWare, як то Baldur's Gate, але на відміну від них має власний 3-вимірний рушій Odyssey Engine із «плаваючою камерою» замість 2-вимірної мозаїки. Це дозволяє гравцю бачити персонажа «від третьої особи» позаду та трохи вище голови в ізометричній проєкції. Основою ігрової механіки стала культова настільна гра Dungeons & Dragons, в якій гравці кидають гральні кубики, аби визначити успішність дії свого персонажа (удар у бою, магічне закляття тощо). Для Baldur's Gate розробники адаптували віртуальні гральні кубики в бойову систему відеогри, імітуючи покроковий хід бою (комп'ютер віртуально кидає кубик за одного персонажа, визначаючи успішність дії, потім за іншого і так далі). Для KOTOR розробники використали рольову систему d20 (тобто, 20-граний кубик), розроблену Wizards of the Coast, де успіх дій визначається генеруванням випадкових чисел і обмежується «характеристиками» персонажів.
Директор проєкту Кейсі Гадсон сказав, що одним із найбільших досягнень і одним із найбільших ризиків є бойова система. «Ми хотіли створити щось, що поєднало б стратегічні аспекти наших попередніх тайтлів Baldur's Gate і Neverwinter Nights, але представило б це через швидкий кінематографічний 3D-екшен», — сказав Гадсон. «Це вимагало від нас створення чогось, що ми ніколи не робили раніше»[первинне джерело]. Створення бойової механіки було складним завданням через присутність багатьох факторів, які важко візуалізувати. Розробники мали намір зробити гру відкритішою. Ґалло порівняв деякі аспекти з Deus Ex: «У вас є кілька способів пройти через певну територію, і вам може знадобитися персонаж, який має певні навички для цього»[первинне джерело].
LucasArts і BioWare вирішили зробити цільовими платформами Knights of the Old Republic ПК і Xbox, бо BioWare мали найбільше досвіду роботи саме з цими платформами. Інші фактори включали недавній успіх консолі та можливість випустити одну з перших рольових ігор для Xbox[первинне джерело]. Хоча раніше BioWare розробляли MDK2 для Dreamcast і PlayStation 2, Кейсі Гадсон зауважив, що «досвід розробки для інших консолей дав команді правильний настрій для створення цієї гри на Xbox»[первинне джерело]. Однак Гадсон зауважив, що під час розробки були деякі проблеми, зокрема, графічна деталізація. «Оскільки в наших іграх зазвичай міститься багато ШІ та скриптів, численні моделі персонажів і величезні локації — ми працюємо з апаратним забезпеченням не так як це роблять інші розробники у більшості відеігор», — сказав Гадсон[первинне джерело]. Проєкт побудовано на основі рушія Odyssey Engine, що, в свою чергу, був модифікованою версією Aurora Engine, раніше розробленого BioWare для Neverwinter Nights, але повністю переписаний для KOTOR[первинне джерело]. Цей рушій був одним з найдеталізованіших для свого часу: трава коливається на вітрі, пил розноситься по Татуїну, а пісок піднімається, коли гравець йде по морському дну.
Хореографія для анімації персонажів була зроблена за допомогою 3DS Max. Гадсон зазначив, що розробка проєкту одночасно для консолей та ПК означає модифіковану графіку: «Зазвичай ви граєте в консольні ігри на телевізорі в іншому кінці кімнати, тоді як комп'ютерний монітор знаходиться лише в кількох дюймах від вас»[первинне джерело]. Консольні ігри зосереджені на створенні крупного плану подій та загальної якості візуалізації, тоді як комп'ютерні ігри підкреслюють високу роздільну здатність та надчіткі текстури. Гадсон також зазначив, що різниця між ігровим контролером і налаштуваннями миші та клавіатури вплинула на деякі дизайнерські рішення[первинне джерело]. Версія для ПК мала додаткові локації, більше NPC, предметів і зброї. Все це пізніше стало доступно і у версії Xbox через сервіс Xbox Live. ПК-версія також підтримувала вищу роздільну здатність дисплея (до 1600x1200пкс) та текстур загалом.

### Музика та акторський склад
У той час, як технічну та графічну складову проєкту взяли на себе BioWare, команда LucasArts працювала над звуком у грі. Knights of the Old Republic містить близько трьохста різних персонажів і 15 тисяч рядків ділогів. «Одна повна копія сценарію Knights of the Old Republic займає десять 5-дюймових (прим.пер. близько 13см) папок», — зазначив менеджер голосового відділу Дарраґ О'Фаррелл[первинне джерело]. Був зібраний акторський склад із близько сотні акторів озвучення, включаючи вже легендарних Едварда Аснера, Рафаеля Сбаржа, Ітана Філіпса, Дженніфер Гейл і Філа ЛаМарра. «На щастя, з грою такого масштабу легко запропонувати актору зіграти кількох різних персонажів і розкидати ці частини по грі, щоб ви ніколи не помітили, що це той самий актор, якого ви чули раніше», — сказав О'Фарелл[первинне джерело].
Озвучування почалося за півроку до випуску бета-версії гри. Команді озвучення було надано 90 % закінченого сценарію. Запис гри розміром з Knights of the Old Republic зазвичай займає близько семи тижнів — два тижні цілодобового запису означали, що LucasArts змогли записати всі голоси за п'ять тижнів. Акторів записували по одному, оскільки нелінійний характер гри зробив паралельний запис декількох акторів одночасно надто дорогим та нерентабельним зайняттям[первинне джерело]. Більшість записаних діалогів записувались на основній галактичній мові, однак близько десятої частини сценарію було написано гаттською мовою. Майк Ґалло використовував «Зоряні війни: Галактичний розмовник і путівник» Бена Берта, щоб перекласти англійську мовою гаттів[первинне джерело].
Відомий композитор Джеремі Соул створив музичний супровід до гри[первинне джерело]. Він написав повністю оригінальну партитуру, стилістика якої відповідала вже встановленій для франшизи Зоряних Війн, єдиною темою, що залишилася з оригінальних фільмів, стала «Force Theme». Соул не зміг повністю втілити свою оригінальну ідею партитури, через технічні обмеження: «У той час у нас була лише 8-мегабітна система MIDI. Тоді вона вважалася справжнім витвором мистецтва… Мені потрібно було змусити людей думати, що вони чують оркестр у повному складі. Я записував кілька видів інструментів попарно — духові та барабани, або струнні та барабани, або духові та струнні. Записати весь оркестр одночасно тоді було просто неможливо», —згадує Джеремі Соул[первинне джерело].

## Реліз
У липні 2000 року BioWare оголосили про розробку рольової відеогри у всесвіті «Зоряні війни» для комп'ютерів і консолей нового покоління на замовлення LucasArts. Планувалося, що гра має вийти у 2002 році й стати першою рольовою відеогрою за «Зоряними війнами». Однак, станом на 2000 рік компанія-розробник BioWare не була певна чи буде графіка ного проєкту 2 чи 3-вимірною. Гра була офіційно представлена за зачиненими дверима на виставці E3 2001 року, реліз планувався на кінець 2002 року. LucasArts також повідомили про те, що фанати зможуть побачити знайомі локації «Зоряних війн», зокрема планету Татуїн.
У серпні 2002 року на форумах гри було оголошено, що її випуск відкладено: версія для Xbox мала вийти навесні 2003 року, а версія для ПК — влітку 2003 року. У січні 2003 року було оголошено про подальшу затримку, причому очікувалося, що обидві версії гри вийдуть восени 2003 року. Грег Зещук пояснив затримку бажаням BioWare зосередитись на якості: «Наша мета — завжди забезпечувати першокласний ігровий процес, і іноді буває дуже важко досягти успіху в усіх сферах. Ми продовжуємо працювати над вирішенням кожної окремої проблеми, поки не відчуємо, що досягли чогось особливого»[первинне джерело].
Xbox-видання Knights of the Old Republic вийшло 15 липня 2003 року. За перші чотири дні після релізу було продано 250 тисяч копій, що зробило Knights of the Old Republic найпродаванішою грою на платформі Xbox на той момент. Після випуску гри було оголошено, що завантажувальний контент буде доступний через сервіс Xbox Live безкоштовно наприкінці року. ПК-версія пішла на золото 11 листопада 2003 року та вийшла 18 листопада і була перевидана як частина колекції Star Wars: The Best of PC у 2006 році.
Гру перенесла на платформу Mac OS X компанія Aspyr і вона вийшла в Північній Америці 20 вересня 2004 року та майже через десятиліття, 14 травня 2012 року, стала доступною в цифровому вигляді у Steam для Mac OS і Microsoft Windows. 30 травня 2013 року гра вийшла для iPad-версія, до якої увійшло доповнення «Yavin Station», раніше вийшло на Xbox і ПК[первинне джерело]. KOTOR вийшло без DRM захисту на GOG.com у жовтні 2014 року[неавторитетне джерело], а 22 грудня 2014 року вона стала доступна на Google Play Store для Android. У жовтні 2017 року Microsoft додали можливість зворотньої сумісності консолей Xbox One з Xbox-версією у рамках створеного каталогу з 13 ігор[неавторитетне джерело]. 11 листопада 2021 року вийшла версія для Nintendo Switch.

### Продажі
Після випуску 15 липня 2003 року[первинне джерело], перша 250-тисячна партія копій Knights of the Old Republic для Xbox була розпродана протягом чотирьох днів[первинне джерело]. Зрештою, за перші два тижні було продано 270 тисяч копій гри, а NPD Group віддали їй 2 місце серед найпродаваніших консольних ігор у їх релізний місяць на всіх платформах. KOTOR опустилася на восьму позицію в топі продажів NPD за серпень і була повністю відсутня до вересня. Світові продажі досягли 600 тисяч копій до жовтня. Лише в Сполучених Штатах до липня 2006 року Xbox-версія Knights of the Old Republic розійшлася тиражем у 1,3 мільйона копій і заробила 44 мільйони доларів. Гра також отримала «срібну» нагороду від Асоціації інтерактивних розваг Великобританії, що вказує на продаж щонайменше 100 тисяч копій у Великобританії.
Після свого запуску в листопаді 2003 року ПК-версія Knights of the Old Republic стала третьою найпродаванішою комп'ютерною грою свого дебютного тижня, згідно з NPD. Попри те, що на третій тиждень вона випала з щотижневого топ-10 за версією NPD, гра посіла 6-те місце в загальних продажах відеоігор у листопаді та 9-те у грудні. Гра повернулася до тижневого топ-10 у період 28 грудня—3 січня, але знову була відсутня вже наступного тижня. В підсумку NPD Group назвали Knights of the Old Republic 17-ю найпродаванішою комп'ютерною грою 2004 року. До серпня 2006 року ПК-версія була продана тиражем 470 тисяч копій і заробила 14,7 мільйонів доларів лише в Сполучених Штатах. Видання Edge віддало їй 32-ге місце у своєму списку найпродаваніших відеоігор в країні, що вийшли в період з січня 2000 по серпень 2006 років.
Загальний обсяг продажів для Xbox і ПК-версій перевищив 2 мільйони копій до лютого 2005 року і 2,5 мільйона до травня[первинне джерело][первинне джерело] і досяг майже 3 мільйонів до березня 2006 року[первинне джерело]. Станом на 2007 рік Knights of the Old Republic було продано 3,2 мільйона копій.

## Оцінки і відгуки
| Агрегатор  | Оцінка | Оцінка | Оцінка | Оцінка | Оцінка |
| Агрегатор  | iOS    | NS     | PC     | XBOX   |        |
| ---------- | ------ | ------ | ------ | ------ | ------ |
| Metacritic | 88/100 | 83/100 | 93/100 | 94/100 |        |
| OpenCritic | 85 %   | 85 %   | 85 %   | 85 %   | 85 %   |

| Видання       | Оцінка | Оцінка | Оцінка | Оцінка | Оцінка |
| Видання       | iOS    | NS     | PC     | XBOX   |        |
| ------------- | ------ | ------ | ------ | ------ | ------ |
| Eurogamer     | 9/10   | Н/Д    | Н/Д    | 9/10   |        |
| Game Informer | Н/Д    | Н/Д    | Н/Д    | 9.5/10 |        |
| GameSpot      | Н/Д    | Н/Д    | 8.8/10 | 9.1/10 |        |
| GameSpy       | Н/Д    | Н/Д    | 5/5    | 5/5    |        |
| GamesRadar+   | 10/10  | 10/10  | 10/10  | 10/10  | 10/10  |
| IGN           | 8.8/10 | Н/Д    | 9/10   | 9.5/10 |        |
| RPGamer       | Н/Д    | 4/5    | 4/5    | 9/10   |        |
| TouchArcade   | 5/5    | Н/Д    | Н/Д    | Н/Д    |        |

KOTOR здобула широке визнання, зібравши середні оцінки на Metacritic: 94/100 у версії Xbox і 93/100 для ПК (Windows і MacOS).
Згідно з рецензію Eurogamer, KOTOR має серйозні недоліки від технічних помилок до непереможності зібраної команди наприкінці. Та її недоліки можна пробачити в контексті епічного розмаху. Відзначалася велика кількість персонажів і діалогів, озвучених професійними акторами, що ведуть до численних підсюжетів і завдань. Через це «Knights of the Old Republic — найкраща гра про Зоряні Війни з часів X-Wing і/або Tie Fighter, якщо не взагалі».
Game Informer назвали цю гру наступним кроком BioWare у якості після Baldur's Gate, Icewind Dale, і Neverwinter Nights. Зауважувалося, що версія для Xbox має посередні візуальні ефекти, натомість практично кожен діалог відмінно озвучений і деякі персонажі розмовляють власними мовами. Гра має розлогий сюжет, який забезпечує 40-60 годин проходження пригод, «достойних фільму». Композитор Джеремі Соул записав 90 хвилин «дивовижної нової музики» і при тому ж творці прийняли мудре рішення не змінювати партитури Джона Вільямса. «Knights of the Old Republic, яка заслуговує на найвищу оцінку, є мрією шанувальників Зоряних Воєн і найвизначнішим релізом для Xbox після Halo».
На думку IGN, головне, що створює вдалу атмосферу гри — це звук і музика. «Звукові ефекти в KOTOR ідеальні. Починаючи зі світлових мечів і бластерів і закінчуючи ревом корабельних двигунів, і брязкотом металу об метал, коли двері зачиняються». Згідно з вердиктом, «Knights of the Old Republic — видатна гра, оскільки вона охоплює всі грані очікувань авдиторії. Тут достатньо „Зоряних воєн“, щоб задовольнити шанувальників, і достатньо чистої розваги, щоб залучити людей, які зазвичай не захоплюються рольовими іграми».
Гра здобула 126 нагород у чотирьох умовних категоріях:
- Гра року (48)
- Рольова гра року (33)
- Інші нагороди (за критеріями звуку, сценарію, дизайну та ін.) (35)
- Вибір редакції (11)

Деякі нагороди відрізняються лише за версією платформи.

## Спадщина

### Ремейк
У вересні 2021 року було анонсовано, що Aspyr розробляє ремейк Knights of the Old Republic для Windows і PlayStation 5. Гра мала стати тимчасовим ексклюзивом PlayStation 5 перед випуском на інших платформах. Про розробку ремейку провідний продюсер Раян Тредвелл написав: «Ми відновлюємо її [гру] з нуля за допомогою новітніх технологій, щоб відповідати новаторським стандартам, встановленим оригіналом, залишаючись при цьому вірними її почесній історії». Кілька людей, які працювали над оригінальною грою, беруть участь і у роботі над ремейком, наприклад, колишні працівники BioWare та Дженніфер Гейл дала згоду на повторне озвучення Бастіли. Однак Том Кейн не повернувся з медичних причин, через стан свого здоров'я. Джон Сайган і Ед Аснер, на жаль, померли у 2017 і 2021 роках відповідно.
Існують припущення, що ремейк насправді включатиме частини KOTOR 1 і 2, і частину подій з гри буде включено в новий канон Зоряних воєн.
У липні 2022 року Bloomberg повідомив, що ремейк «відкладено на невизначений термін» після того, як Aspyr «раптово звільнила артдиректора та директора з ігрового дизайну». У серпні 2022 року стало відомо, що розробку гри, яка і без того була призупинена, тепер повністю відібрано у Aspyr та передано до Saber Interactive. У травні 2023 року відомий ігровий інсайдер, Джеф Грабб, у своєму подкасті Game Mess, заявив, що ремейк культової рольової гри 2003 року застряг у виробничому пеклі і має великі шанси ніколи не вийти взагалі.